# Градиент
Тази статия е за математическото понятие. За градиент в химията вижте йонен градиент. 
Градиèнт във векторния анализ е векторен оператор, действащ върху скаларно поле. Градиентът на скаларно поле е векторно поле, наречено градиентно поле, което показва величината и посоката на промяна на скаларното поле и по стойност (модул) е равен на темпа на промяната му в тази посока.
Градиентът се означава с grad или набла {\displaystyle \nabla } и в триизмерна правоъгълна координатна система {\displaystyle (x,y,z)} се дефинира като:
където {\displaystyle f} е скаларна, непрекъсната и диференцируема функция и {\displaystyle {\vec {e}}_{x},{\vec {e}}_{y},{\vec {e}}_{z}} са единични вектори. Резултатът от операцията градиент е вектор или множество от вектори или векторна функция в зависимост от областта, в която е дефинирана функцията {\displaystyle f}. Градиентът се прилага само върху скаларни величини, представлява мярка за максималната промяна на величината и има посока на най-стръмното покачване на величината в дадена точка.
От определението се вижда, че градиентът е производната по отношение на пространството, но за разлика от производната по отношение на едномерното време, градиентът не е скаларна, а векторна величина. Пространството, върху което са дефинирани функцията и нейният градиент, може, най-общо казано, да бъде или обикновено триизмерно пространство, или пространство с всяко друго измерение от каквато и да е физическа природа, или чисто абстрактно (безразмерно) пространство.

## Етимология
Думата „градиент“ произхожда от латинските думи gradiens (постепенно нарастване) и gradientis („постепенно нарастващ“), затова при буквалния превод постепенното намаляване се нарича antigradiens (антиградиент).
Във векторния анализ „градиент“ означава изменение и в двете посоки, като при нарастване величината е с положителен, а при намаляване – с отрицателен знак, определен от знака на първата производна.

## Общи сведения
Терминът се появява за първи път в метеорологията и е въведен в математиката от Джеймс Максуел през 1873 г.; означението {\displaystyle \mathrm {grad} } също е предложено от Максуел.
Пример: Нека температурата в помещение се задава с помощта на скаларното поле T по такъв начин, че във всяка точка, дадена с координати (x, y, z), температурата е T(x, y, z) (приема се, че температурата не се променя във времето). Във всяка точка в помещението градиентът на функцията Т ще сочи в посоката, в която температурата се повишава най-бързо. Големината на градиента определя колко бързо се повишава температурата в дадена посока.
Например, ако височината на земната повърхност над морското равнище се вземе като скаларна функция {\displaystyle f}, тогава нейният градиент във всяка точка от повърхността ще покаже „посоката на най-стръмното изкачване“ и неговата стойност ще характеризира стръмността на наклона.
От математическа гледна точка градиентът може да се разглежда като:
1. Коефициент на линейна зависимост на промяната в стойността на функция на много променливи от промяната в стойността на аргумента;
2. Вектор в пространството на областта на скаларна функция на много променливи, съставена от частни производни;
3. Редовете на матрицата на Якоби съдържат градиенти на съставни скаларни функции, които образуват векторна функция на много променливи.

Ако {\displaystyle f} е функция от {\displaystyle n} променливи {\displaystyle x_{1},\;\ldots ,\;x_{n}}, тогава неин градиент е {\displaystyle n}-мерният вектор {\displaystyle \left({\frac {\partial \varphi }{\partial x_{1}}},\;\ldots ,\;{\frac {\partial \varphi }{\partial x_{n}}}\right),} чиито компоненти са равни на частните производни на {\displaystyle f} по отношение на всички нейни аргументи. Така размерността на градиентния вектор се определя от размерността на пространството (или многообразието), върху което е дадено скаларното поле. 
Смисълът на градиента на всяка скаларна функция {\displaystyle f} е, че нейното скаларно произведение с безкрайно малък вектор на преместване {\displaystyle d\mathbf {x} } дава общия диференциал на тази функция със съответната промяна в координатите в пространството, в което е дефинирана {\displaystyle f}, тоест линейната (в общия случай тя е и главната) част от изменението на {\displaystyle f} когато аргументът {\displaystyle x} се измени с {\displaystyle d\mathbf {x} }. Използвайки една и съща буква за означаване на функция на вектор и съответната функция на неговите координати, може да се напише:
{\displaystyle df={\frac {\partial f}{\partial x_{1}}}\,dx_{1}+{\frac {\partial f}{\partial x_{2}}}\,dx_{2}+{\frac {\partial f}{\partial x_{3}}}\,dx_{3}+\ldots =\sum _{i}{\frac {\partial f}{\partial x_{i}}}\,dx_{i}=(\mathrm {grad} \,\mathbf {f} \cdot d\mathbf {x} ).}
Тук следва да се отбележи, че тъй като формулата за общия диференциал не зависи от вида на координатите {\displaystyle x_{i}}, тоест от естеството на параметрите {\displaystyle x} като цяло, полученият диференциал е инвариант, т.е. скалар, при всякакви координатни преобразования, и тъй като {\displaystyle d\mathbf {x} } е вектор, тогава градиентът, изчислен по обичайния начин, се оказва ковариантен вектор, тоест вектор, представен в двоен базис, който само скалар може да даде чрез просто сумиране на произведенията от координатите на обичайния контравариантен вектор, тоест вектор, записан в обичайния базис. По този начин най-общо за произволни криволинейни координати изразът може да бъде записан съвсем правилно и инвариантно като:
{\displaystyle df=\sum _{i}(\partial _{i}f)\,dx_{i}}
или, пропускайки знака за сумата според правилото на Айнщайн,
{\displaystyle df=(\partial _{i}f)\,dx_{i}}.
Градиентът се оказва истински ковариантен вектор във всякакви криволинейни координати.
Използвайки интегралната теорема
{\displaystyle \iiint \limits _{V}\nabla f\,dV=\iint \limits _{S}fd\mathbf {s} },
градиентът може да бъде изразен в интегрална форма:
{\displaystyle \nabla f=\lim \limits _{V\to 0}{\frac {1}{V}}\left(\iint \limits _{S}f\,d\mathbf {s} \right),}
тук {\displaystyle {\it {S}}} е затворена повърхност, обхващаща обема {\displaystyle {\it {{V};d\mathbf {s} }}} е нормален елемент към тази повърхност.
Например, градиентът на функцията {\displaystyle f(x,\;y,\;z)=2x+3y^{2}-5\sin z} е
{\displaystyle \nabla f=\left({\frac {\partial f}{\partial x}},\;{\frac {\partial f}{\partial y}},\;{\frac {\partial f}{\partial z}}\right)=(2,\;6y,\;-5\cos z).}

## Геометричен смисъл
Разглежда се семейството от линии на ниво на функцията {\displaystyle f}:
{\displaystyle \gamma (h)=\{(x_{1},\;\ldots ,\;x_{n})\mid f(x_{1},\;\ldots ,\;x_{n})=h\}.}
Лесно е да се покаже, че градиентът на функцията {\displaystyle f} в точката {\displaystyle {\vec {x}}{\,}^{0}} е перпендикулярен на нейната линия на ниво, минаваща през тази точка. Модулът на градиента показва максималната скорост на промяна на функцията в близост до {\displaystyle {\vec {x}}{\,}^{0}}, тоест честотата на линиите на нивото. Например линиите на надморската височина се показват на топографски карти, като градиентният модул показва стръмността на спускането или изкачването в дадена точка.

## Връзка с производна по посока
Използвайки правилото за диференциране на сложна функция, е лесно да се покаже, че производната на функцията {\displaystyle f} в посока {\displaystyle {\vec {e}}=(e_{1},\;\ldots ,\;e_{n})} е равна на скаларното произведение на градиента {\displaystyle f} и единичния вектор {\displaystyle {\vec {e}}}:
{\displaystyle {\frac {\partial f}{\partial {\vec {e}}}}={\frac {\partial f}{\partial x_{1}}}e_{1}+\ldots +{\frac {\partial f}{\partial x_{n}}}e_{n}=(\nabla f,\;{\vec {e}}).}
По този начин, за да се изчисли производната на скаларна функция на векторен аргумент във всяка посока, е достатъчно да се знае градиентът на функцията, тоест векторът, чиито компоненти са неговите частични производни.

## Градиент в ортогонални криволинейни координати
Общата формула за градиент в ортогонални криволинейни координати {\displaystyle (q_{1},q_{2},q_{3})} е
{\displaystyle \operatorname {grad} \,f(q_{1},\;q_{2},\;q_{3})={\frac {1}{H_{1}}}{\frac {\partial f}{\partial q_{1}}}{\vec {e}}_{1}+{\frac {1}{H_{2}}}{\frac {\partial f}{\partial q_{2}}}{\vec {e}}_{2}+{\frac {1}{H_{3}}}{\frac {\partial f}{\partial q_{3}}}{\vec {e}}_{3},}
където {\displaystyle H_{i}} са коефициенти на Ламе, а {\displaystyle {\vec {e}}_{i}} са единични вектори.

### Полярни координати в равнина
Коефициентите на Ламе са {\displaystyle H_{1}=1} и {\displaystyle H_{2}=r,} откъдето:
{\displaystyle \operatorname {grad} \,f(r,\;\varphi )={\frac {\partial f}{\partial r}}{\vec {e_{r}}}+{\frac {1}{r}}{\frac {\partial f}{\partial \varphi }}{\vec {e_{\varphi }}}.}

### Цилиндрични координати
Коефициентите на Ламе имат стойности {\displaystyle H_{1}=1} , {\displaystyle H_{2}=r} и {\displaystyle H_{3}=1} , откъдето:
{\displaystyle \operatorname {grad} \,f(r,\;\varphi ,\;z)={\frac {\partial f}{\partial r}}{\vec {e_{r}}}+{\frac {1}{r}}{\frac {\partial f}{\partial \varphi }}{\vec {e_{\varphi }}}+{\frac {\partial f}{\partial z}}{\vec {e_{z}}}.}

### Сферични координати
Коефициентите на Ламе са {\displaystyle H_{1}=1} , {\displaystyle H_{2}=r} и {\displaystyle H_{3}=r\sin {\theta }} , откъдето:
{\displaystyle \operatorname {grad} \,f(r,\;\theta ,\;\varphi )={\frac {\partial f}{\partial r}}{\vec {e_{r}}}+{\frac {1}{r}}{\frac {\partial f}{\partial \theta }}{\vec {e_{\theta }}}+{\frac {1}{r\sin {\theta }}}{\frac {\partial f}{\partial \varphi }}{\vec {e_{\varphi }}}.}

## Изчисление на градиент

### Правила за изчисление
За всички константи {\displaystyle c\in \mathbb {R} } и скаларни полета {\displaystyle u,\,v\colon \mathbb {R} ^{n}\to \mathbb {R} } се прилагат следните правила:
1. Диференциране на константа: {\displaystyle \operatorname {grad} c={\vec {0}}}
2. Линейност:
{\displaystyle \operatorname {grad} (c\cdot u)=c\cdot \operatorname {grad} u}
{\displaystyle \operatorname {grad} (u+v)=\operatorname {grad} u+\operatorname {grad} v}
3. Правило за произведението
{\displaystyle \operatorname {grad} (u\,v)=u\operatorname {grad} v+v\operatorname {grad} u}
4. Верижно правило
{\displaystyle \operatorname {grad} {\big (}u(v){\big )}={\frac {\mathrm {d} u}{\mathrm {d} v}}\ \operatorname {grad} v}
{\displaystyle \operatorname {grad} (u^{n})=nu^{n-1}\ \operatorname {grad} u,\quad n\in \mathbb {R} ,\neq 0}

Вижте също #Полезни формули.
5. Интегрални теореми
{\displaystyle \int _{\vec {a}}^{\vec {b}}\mathrm {grad} {\big (}u({\vec {r}}){\big )}\cdot \mathrm {d} {\vec {r}}=u({\vec {b}})-u({\vec {a}})}
Тук „·“ е скаларно произведение и пътят от {\displaystyle {\vec {a}}} до {\displaystyle {\vec {b}}} е произволен. Тази независимост на пътя характеризира градиентните полета, вижте също #Консервативни сили.
{\displaystyle \int _{V}\mathrm {grad} (u)\,\mathrm {d} V=\int _{S}u{\hat {n}}\,\mathrm {d} S}
{\displaystyle \int _{S}{\hat {n}}\times \mathrm {grad} (u)\,\mathrm {d} S=\int _{Q}u\,\mathrm {d} {\vec {r}}}
Тук „×“ е векторно произведение, {\displaystyle u} е двумерно непрекъснато диференцируемо поле и {\displaystyle {\hat {n}}} е външният нормален единичен вектор върху затворената повърхност {\displaystyle S} на обема {\displaystyle V} и {\displaystyle Q} е частично гладка затворена гранична крива на повърхността {\displaystyle S}. Безкоординатното представяне като производна на обем следва от първия интеграл на обема, ако обемът стане толкова малък, че градиентът в него е приблизително постоянен.

### Полезни формули
Следните градиенти са често срещани във физиката. Използва се радиус-векторът {\displaystyle {\vec {r}}=r{\hat {e}}_{r}}.
{\displaystyle \operatorname {grad} r={\hat {e}}_{r}={\frac {\vec {r}}{r}}}
{\displaystyle \operatorname {grad} U(r)={\frac {\partial U}{\partial r}}{\hat {e}}_{r}}
{\displaystyle \operatorname {grad} {\frac {1}{r}}=-{\frac {1}{r^{2}}}\,\operatorname {grad} r=-{\frac {{\hat {e}}_{r}}{r^{2}}}=-{\frac {\vec {r}}{r^{3}}}}
{\displaystyle \operatorname {grad} {\frac {1}{|{\vec {r}}-{\vec {r}}^{\,\prime }|}}=-{\frac {1}{|{\vec {r}}-{\vec {r}}^{\,\prime }|^{2}}}\,\operatorname {grad} |{\vec {r}}-{\vec {r}}^{\,\prime }|=-{\frac {{\vec {r}}-{\vec {r}}^{\,\prime }}{|{\vec {r}}-{\vec {r}}^{\,\prime }|^{3}}}}
В последния пример градиентът действа само върху {\displaystyle {\vec {r}}}, а не върху {\displaystyle {\vec {r}}^{\prime }} и следователно също се записва като {\displaystyle \nabla _{\vec {r}}}.

## Консервативни сили
Във физиката много силови полета могат да бъдат представени като градиент на потенциал. Примери за това са:
- гравитационна сила

{\displaystyle {\vec {F}}_{\mathrm {Gravit.} }(x,y,z)=-m\operatorname {grad} \Phi (x,y,z)\ ,}
или с отчитане на централната маса M, разположена в началото на координатите:
{\displaystyle {\vec {F}}_{\mathrm {Gravit.} }(r)=-m\operatorname {grad} \Phi (r)=\operatorname {grad} {\frac {GMm}{r}}=-{\frac {GMm}{r^{3}}}\,{\vec {r}}}
- статични електрически полета {\displaystyle {\vec {E}}} в електродинамиката

{\displaystyle {\vec {E}}(x,y,z)=-\operatorname {grad} \Phi (x,y,z)\ .}
В консервативните силови полета извършената работа от пробните маси или пробните заряди се определя от интеграла по пътя им {\displaystyle L} през полето {\textstyle W=\int _{L}{\vec {F}}({\vec {r}})\cdot \mathrm {d} {\vec {r}}} и зависи само от началната и крайната точка на пътя, но не и от курса му, виж #Правила за изчисление, интегрални теореми.

## Градиент в други науки

### Във физиката
В различни клонове на физиката се използва понятието градиент на различни физически полета.
Например интензитетът на електростатичното поле е минус градиента на електричния потенциал, интензитетът на гравитационното поле (ускорението на свободното падане) в класическата теория на гравитацията е минус градиента на гравитационния потенциал. Консервативната сила в класическата механика е минус градиента на потенциалната енергия.

### В природните науки
Концепцията за градиент се използва не само във физиката, но и в сродни и дори относително далечни от физиката науки (понякога това приложение е количествено, а понякога само качествено).
Например, градиент на концентрацията е увеличаване или намаляване на концентрацията на разтворено вещество във всяка посока, градиент на влажността е повишаване или намаляване на [[влажност]та на средата в някаква посока и т.н.
Градиентът на такива стойности може да бъде причинен от различни причини, например механично препятствие, действието на електромагнитни, гравитационни или други полета или разлика в силата на разтваряне на съседните фази.

#### В метеорологията
В метеорологията се използват понятията барометричен и температурен (термометричен) градиент. 
Барометричният градиент (БГ) е разликата в показанията на барометрите (приведени до морското равнище) на две места, разположени в посоката, в която в момента еластичността на въздуха намалява най-бързо, т.е. в посоката, перпендикулярна на изобарите или линиите на равни налягания, на разстояние от един меридианен градус (111 km). Колкото по-високо е барометричното налягане в даден район, толкова повече се нарушава въздушният баланс и толкова по-силен трябва да е вятърът. Стефенсон първо обръща внимание на това и законът, изразяващ връзката между БГ и силата на вятъра, се нарича закон на Стефенсон. При БГ 1,78 мм вече може да се очакват силни ветрове. Силата на вятъра обаче зависи и от други фактори, сред които най-важни са неравностите на земната повърхност, температурата и влажността на въздуха: при еднакъв БГ морският вятър е по-силен от континенталния, а топлите и влажните ветрове са по-силни от студените и сухите. Най-големите градиенти се срещат в циклоните, особено тропическите, където достигат 10 или дори повече mm на 111 km. Барометричният градиент показва степента на неравномерност в разпределението на  атмосферното налягане в хоризонтално направление. Той се определя с помощта на внимателно съставени метеорологични или синоптични карти, като разликата във височините на барометрите, съответстващи на две съседни изобари, се раздели на разстоянието между тях, изразено в градуси от меридиана (111 km ≡ 1°). Начини за по-точното му определяне са дадени в специализираната литература.
Температурният градиент (ТГ) определя степента на неравномерност в разпределението на температурата. Това е разликата в температурите на две места, разположени на разстояние между тях, равно на 1 градус от меридиана (111 km) в посока, перпендикулярна на изотермите (линиите с еднаква температура). Стойността на ТГ в Европа понякога достига 4 или дори повече градуса по Целзий при постъпателното движение на циклоните и антициклоните.

### В икономиката
В икономическата теория понятието градиент се използва за обосноваване на определени заключения. По-специално, методът на множителите на Лагранж и условията на Каруш–Кун–Такър (заимствани от естествените науки), използвани за намиране на оптимума на потребителя, се основават на сравняване на градиентите на функцията на полезност и функцията на бюджетното ограничение.